# Eleição municipal de São Paulo em 1919
A Eleição municipal de São Paulo em 1919 foi realizada em 30 de outubro de 1919. Diferentemente de outras, essa eleição acabou tendo Firmiano de Morais Pinto como único candidato à prefeitura, com a cidade ainda se recuperando os efeitos devastadores da Gripe espanhola que desestimulou outras candidaturas, incluindo a do ex-prefeito Raimundo da Silva Duprat (que se elegeu vereador nesta eleição). Ainda assim, o prefeito em exercício Álvaro Gomes da Rocha Azevedo recebeu 24 votos para prefeito e quase 5 mil votos para vereador.

## Resultado (prefeito)
| Candidato                     | Votos |
| ----------------------------- | ----- |
| Firmiano de Morais Pinto      | 6394  |
| Álvaro Gomes da Rocha Azevedo | 24    |
| Diogo de Faria                | 1     |
| Rodolfo Miranda               | 1     |